# Grindley-Plateau
Das Grindley-Plateau ist ein eisbedecktes Hochplateau in der antarktischen Ross Dependency. In der Königin-Alexandra-Kette ist es durch Mount Mackellar, Mount Bell und Mount Kirkpatrick eingefasst. 
Benannt ist es nach dem neuseeländischen Geologen George Grindley (1925–2019), einem Mitglied der Nordgruppe einer von 1960 bis 1961 durchgeführten Kampagne im Rahmen der New Zealand Geological Survey Antarctic Expedition.